# تيم كرون
تيم كرون (بالألمانية: Tim Krohn)‏ هو كاتب سويسري وألماني، ولد في 9 فبراير 1965 في Wiedenbrück ‏ في ألمانيا.

## وصلات خارجية
- تيم كرون على موقع مونزينجر (الألمانية)
- تيم كرون على موقع ديسكوغز (الإنجليزية)